# Bipartitní graf

Úplný bipartitní graf K_{3, 3} s barevně odlišenými partitami

Pojmem bipartitní graf nebo sudý graf se v teorii grafů označuje takový graf, jehož množinu vrcholů je možné rozdělit na dvě disjunktní množiny tak, že žádné dva vrcholy ze stejné množiny nejsou spojeny hranou.

## Definice
Graf {\displaystyle G=(V,E)} je bipartitní, pokud platí {\displaystyle V=V_{1}\cup V_{2},V_{1}\cap V_{2}=\emptyset \;} a {\displaystyle \forall e=\left\{u,v\right\}\;,e\in E:u\in V_{1}\wedge v\in V_{2}}. Platí-li navíc {\displaystyle E=V_{1}\times V_{2}} (tedy v grafu existují všechny hrany s touto vlastností), nazývá se tento graf úplný bipartitní. Značí se {\displaystyle K_{m,n}}, kde m a n jsou velikosti obou partit.

## Vlastnosti
- obě partity grafu jsou podle definice nezávislé množiny a graf přímo implikuje jedno možné 2-obarvení
- platí i obrácené tvrzení - všechny dvoubarevné grafy jsou bipartitní
- jednoduchým algoritmem lze v lineárním čase zjistit, zda je daný graf bipartitní a také nalézt jeho 2-obarvení (průchodem do hloubky)
- každý strom je bipartitní
- graf je bipartitní právě tehdy, neobsahuje-li kružnici liché délky

## K-partitní graf
Pojem bipartitnosti lze zobecnit na libovolné {\displaystyle k\geq 2}. Je-li G = (V, E) graf a V lze rozložit na k disjunktních podmnožin takových, že žádné dva vrcholy ze stejné podmnožiny nejsou spojeny hranou, pak tento graf nazýváme k-partitním grafem. Je-li tento graf úplný (ve stejném smyslu jako úplný bipartitní graf, viz výše) a počty vrcholu v jednotlivých partitách jsou {\displaystyle n_{1},n_{2},\ldots ,n_{k}}, pak se tento graf značí {\displaystyle K_{n_{1},n_{2},\ldots ,n_{k}}} a nazývá se úplný k-partitní graf.